# Beyond Creation
A Beyond Creation kanadai technikás/progresszív death metal együttes. 

## Története
2005-ben alakultak Montrealban, alapító tagjai: Simon Girard – ének, Nicolas Domingo Viotto – gitár. Az évek alatt kiegészült a felállás, és 2011-ben megjelentették első nagylemezüket, The Aura címmel . 2013. február 19-én lemezszerződést kötöttek a Season of Mist kiadóval,  és újra kiadták első stúdióalbumukat. Ezt követően turnézni kezdtek Észak-Amerikában, olyan nevekkel, mint a Cannibal Corpse, a Napalm Death és az Immolation.
2014. október 24-én megjelent második nagylemezük, az Earthborn Evolution.
2015-ben felléptek a Summer Slaughter Tour fesztiválon, az Arch Enemy, a Born of Osiris, a Veil of Maya, a The Acacia Strain és a Cattle Decapitation társaságában, illetve a Hate Eternallel is turnéztak.
2016-ban tartották első európai turnéjukat, az Obscurával.
Magyarországon eddig egyszer koncerteztek, a svájci Virvummal. 2020-ban a Decapitated, az Ingested, a Lorna Shore és a Viscera társaságában léptek volna fel Magyarországon, de a koncert végül elmaradt 

## Tagok
- Simon Girard – ének, gitár (2005-)
- Kevin Chartré – gitár, vokál (2008-)
- Philippe Boucher – dob (2012-)
- Hugo Doyon-Karout – basszusgitár (2015-)

## Korábbi tagok
- Guyot Begin-Benoit – dob (2005-2012)
- Nicolas Domingo Viotto – gitár (2005-2008)
- Dominic Lapointe – basszusgitár (2010-2015)

## Diszkográfia
- Demo 2010
- The Aura (2011)
- Earthborn Evolution (2014)
- Algorythm (2018)